# صيغة فيديو 8 ملم
يشير تعبير «صيغة الفيديو 8 ملم» بشكل غير رسمي إلى ثلاث صيغ فيديو كاسيت لأنظمة التلفزيون (إن تي إس سي) و (بال \ سيكام)، وهذه الصيغ هي:
- صيغة Video8 الأصلية (تسجيل تماثلي).
- صيغة Hi8 (فيديو تماثلي وأوديو تماثلي ولكن مع إمكانية الاستخدام للأوديو الرقمي)، وهي صيغة مطورة عن الصيغة السابقة.
- صيغة Digital8 وهي أحدث الصيغ الثلاث.

شاع استخدام صيغ فيديو 8 ملم بشكل رئيسي بين مستخدمي كاميرات الفيديو الهواة، رغم أنها لاقت إقبالاً جيداً في مجال الإنتاج التلفزيوني الاحترافي.
في يناير من عام 1984، أعلنت شركة Eastman Kodak عن التقنية الجديدة. وخلال عام 1985 قامت شركة سوني اليابانية بطرح كاميرا Handycam وهي من أولى كاميرات Video8 الناجحة تجارياً. بسبب صغر حجم كاميرات Video8 بالمقارنة مع كاميرات Betamax و VHS المنافسة لها، فقد لاقت شعبيةً كبيرةً في سوق كاميرات الفيديو الاستهلاكية.

## نظرة عامة تقنية
الصيغ الثلاث متشابهة فيزيائياً بشدة، وتشترك معاً بنفس عرض الشريط المغناطيسي، وتتطابق تقريباً من ناحية تصميم الكاسيت وبأبعاد 95 × 62.5 × 15 ملم. هذا التشابه في القياسات أعطى إمكانيةً لوجود توافق رجعي (backward compatibility) في بعض الأحيان. يوجد فرقٌ بين الصيغ الثلاث من ناحية نوعية الشريط المستخدم في كلٍ منها، ولكن الفرق الأكبر فيما بينها يكمن في طريقة ترميز الفيديو المسجل على الشريط.

## وصلات خارجية
- mediacollege.com video8
- ubergizmo.com sony ends support of 8mm video
- 8mmvideoplayers.com, 8mm Video Formats – What You Can And Cannot Do
- howstuffworks.com 8mm tape
- latimes.com Whatever happened to 8mm tape? : VIDEO'S 'FORMAT OF THE FUTURE' STILL LAGS BEHIND VHS, March 11, 1990|DENNIS HUNT | TIMES STAFF WRITER